# Macrones exilis
Macrones exilis là một loài bọ cánh cứng trong họ Cerambycidae.